# أورلايا

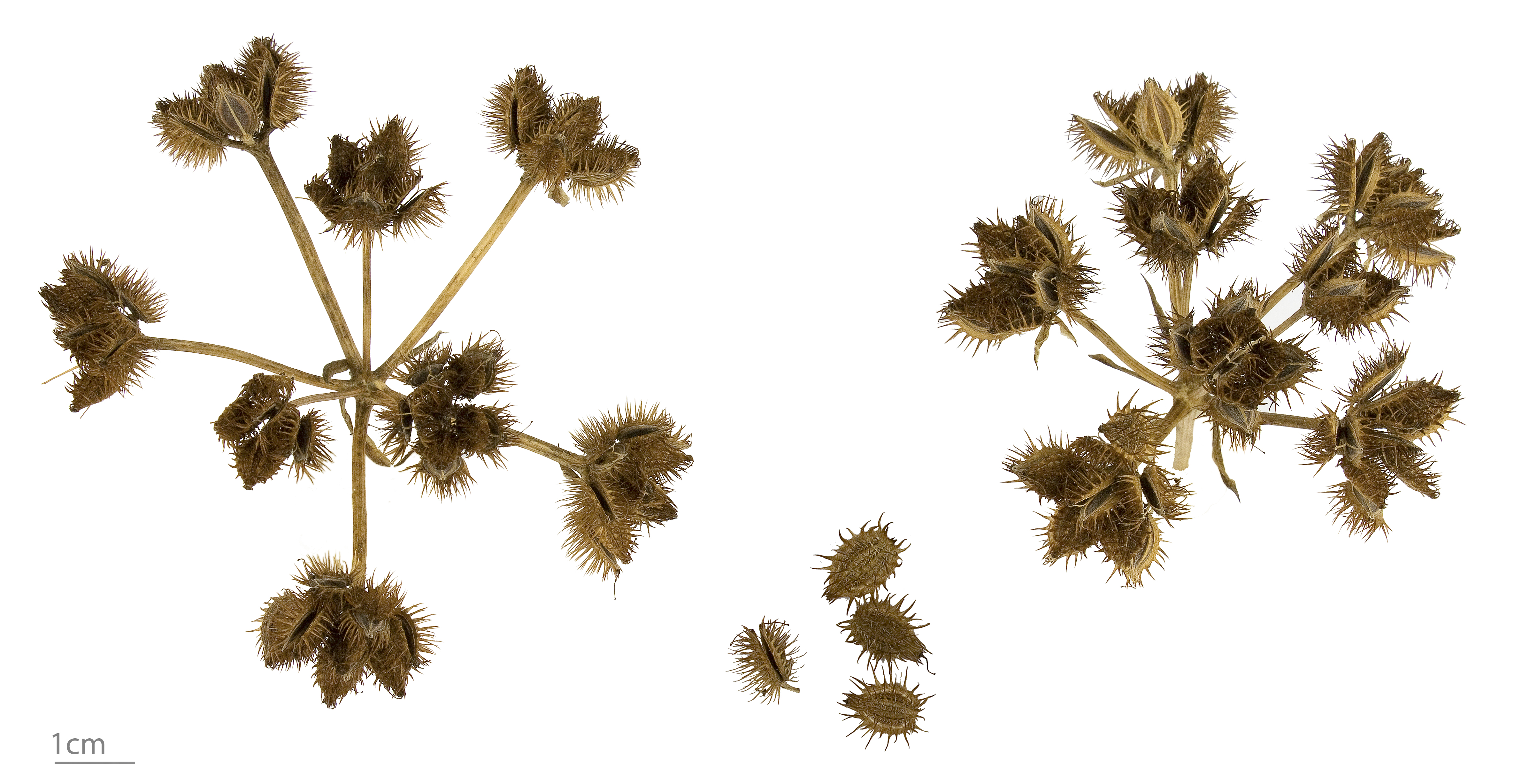
بذور

الأورلايا أو شمر الجبل (الاسم العلمي:Orlaya) هي جنس من النباتات يتبع الفصيلة الخيمية من رتبة الخيميات. سمي هذا الجنس تكريماً للطبيب الروسي جون أورلاي (بالإنجليزية: John Orlay)‏.

## أنواع الأورلايا
- أورلايا جزرية (الاسم العلمي:Orlaya daucorlaya)
- أورلايا كبيرة الأزهار (الاسم العلمي:Orlaya grandiflora)
- أورلايا كوشية (الاسم العلمي:Orlaya kochii)
- أورلايا طوباليانية (الاسم العلمي:Orlaya topaliana)
- أورلايا أنيسونية (الاسم العلمي:Orlaya anisopoda)
- أورلايا كريتية (الاسم العلمي:Orlaya cretica)
- أورلايا متوسطة (الاسم العلمي:Orlaya intermedia)
- أورلايا فيلنيوسية (الاسم العلمي:Orlaya vilnensis)